# Lil Mariko
Katherine Mariko Zhang (1 de marzo de 1996), conocida profesionalmente como Lil Mariko, es una rapera, compositora y artista estadounidense con ascendencia chino-japonesa. Su primer sencillo fue reproducido en 2019 como Where's My Juul??, como una colaboración entre ella y el productor Jared Soule (conocido profesionalmente como Full Tac ), se convirtió en un éxito en Internet con más de 23 millones de visitas. Y posteriormente lanzó su primer álbum en 2021.

## Primeros años de vida
Los padres de Katherine Mariko Zhang son de origen chino y japonés, nació en 1996 y vivió con su familia en Taipéi para consecuentemente mudarse a Houston, Texas. Mariko tocaba el violín en la escuela secundaria y se graduó de la escuela secundaria en 2014. Cuando era niña, Zhang y su familia se mudaban mucho debido al trabajo de su padre, pero siempre regresaban a Houston.

## Carrera profesional

### 2019-2021: Éxito inicial yLil Mariko
El sencillo colaborativo Where's My Juul?? fue un estilo libre a modo de broma en 2019 con un ritmo creado por Full Tac. La pista se benefició del pasado de heavy metal de Mariko y su amor por la música rave de los 90. El guitarrista Russ Chell proporciona el riff de metal en la pista y a pesar de que se hizo como una broma, Mariko tomó una gran influencia de Mindless Self Indulgence y The Prodigy siendo la voz de Lil Mfariko comparada con Poppy.
La siguiente pieza de Mariko fue Don't Touch, la cual fue relevante en internet al igual que el primer sencillo, lanzado el 20 de abril de 2020. Después lanzó un remix de la canción de Dorian Electra Sorry Bro (I Love You) el 22 de junio, siendo s u tercer lanzamiento de 2020, Shiny el 3 de septiembre y su video musical se subió el 20 de marzo de 2021. Lil Mariko salió en el álbum My Agenda de Dorian Electra en la pista Ram It Down; se describió como hiperpop con un estilo metálico distintivo. Lil Mariko y Full Tac actuaron juntas durante la transmisión My Agenda Online Twitch de Dorian Electra el 24 de octubre, un evento de recaudación de fondos para Black Trans Femmes in the Arts.
El EP debut homónimo de Lil Mariko se lanzó el 18 de marzo de 2021 y contó con sus sencillos anteriores Don't Touch y Shiny. El EP recibió una crítica positiva por parte del periódico estudiantil The Globe. y el 3 de abril, Mariko actuó para el evento transmitido en vivo Chester's Bday Party. También se alentaron las donaciones a The Okra Project y Red Canary Song.

### 2021-presente: próximo álbum de estudio
El 1 de mayo, Lil Mariko colaboró con Full Tac y Rico Nasty en un nuevo sencillo Simp, el cual fue producido por Full Tac con producción adicional de Russ Chell. Y el 16 de julio, Lil Mariko lanzó un nuevo sencillo Boring, este fue lanzado bajo el nuevo sello discográfico creado por Four Loko. Un video musical acompañó el lanzamiento del sencillo.  
El mismo día de mayo, Mariko también apareció en el mixtape Recovery Girl & Friends de Recovery Girl en la canción Feels So Good con el talento vocal adicional de Diana Starshine, GFOTY y Space Candy.  Meses después, en agosto Mariko anunció su plan de  grabar su primer álbum de estudio en  Los Ángeles revelando también que lanzaría más sencillos colaborativos. 

## Vida personal
Mariko se graduó en 2018 de la Escuela de Arte del Instituto Pratt. Actualmente vive en Flatbush, Brooklyn.
Mariko también le gusta vapear y afirma que su sabor favorito es el pepino. El talento artístico de Mariko además de cantar incluye; dibujo, digital, fotografía, bocetos y escultura. 

## Discografía

### Álbumes extendidos
| Título     | Detalles del álbum                                                                             |
| ---------- | ---------------------------------------------------------------------------------------------- |
| Lil Mariko | - Lanzamiento: 18 de marzo de 2021 - Sello: Autoeditado - Formato: Descarga digital, streaming |

### Solos
Como artista principal
| Título                              | Año  | Álbum              |
| ----------------------------------- | ---- | ------------------ |
| Don't Touch (featuring Full Tac)    | 2020 | Lil Mariko         |
| Shiny (featuring Full Tac)          | 2020 | Lil Mariko         |
| Simp (with Full Tac and Rico Nasty) | 2021 | Sencillo sin álbum |
| Boring (featuring Full Tac)         | 2021 |                    |

#### Como artista destacada
| Título                                            | Año  | Álbum              |
| ------------------------------------------------- | ---- | ------------------ |
| Where's My Juul?? (Full Tac featuring Lil Mariko) | 2019 | Sencillo sin álbum |

#### Otras apariciones
| Título        | Año  | Artista(s)                                                                        | Álbum                   |
| ------------- | ---- | --------------------------------------------------------------------------------- | ----------------------- |
| Ram It Down   | 2020 | Dorian Electra (featuring Mood Killer, Lil Mariko, Lil Texas)                     | My Agenda               |
| Feels So Good | 2021 | Chica de recuperación (featuring Diana Starshine, GFOTY, Lil Mariko, Space Candy) | Recovery Girl & Friends |

### Remixes
| Título                                 | Año  | Artista(s)     |
| -------------------------------------- | ---- | -------------- |
| Sorry Bro (I Love You) (with Full Tac) | 2020 | Dorian Electra |

### Videos musicales
| Canción                                              | Año  | Director    |
| ---------------------------------------------------- | ---- | ----------- |
| Where's My Juul??                                    | 2019 | Jared Soule |
| Sorry Bro (I Love You) (Lil Mariko & Full Tac Remix) | 2020 | Jared Soule |
| KK Metal (K.K. Slider cover)                         | 2020 | Jared Soule |
| Shiny                                                | 2021 | Jared Soule |
| Simp                                                 | 2021 | Jared Soule |
| Boring                                               | 2021 | Jared Soule |